# Бербидж, Фредерик Уильям
Фре́дерик Уи́льям То́мас Бе́рбидж (англ. Frederick William Thomas Burbidge; 1847—1905) — британский путешественник, собиратель растений.

## Биография
Родился 21 марта 1847 года в деревне Уаймсволд графства Лестершир в семье фермера Томаса Бербиджа и его супруги Мэри Спенсер. В 1868 году поступил на обучение в сады Королевского садоводческого общества в Чизике, вскоре перешёл в Королевские ботанические сады Кью. Работал чертёжником и иллюстратором, с 1870 по 1877 писал статьи по садоводству в журнале Garden под псевдонимом Veronica. Также публиковался в The Floral Magazine.
В 1876 году Фредерик Уильям Бербидж женился на Мэри Уэйд (ум. в 1905).
В 1877 году при поддержке садоводческой компании James Veitch and Sons отправился на Борнео, за два года посетил Бруней, Джохор, Сулу. Впервые привёз в Европу такие виды как Nepenthes rajah, Nepenthes bicalcarata, Paphiopedilum lawrenceanum, всего привёз образцы почти тысячи видов.
С 1879 года Бербидж работал в ботаническом саду дублинского Тринити-колледжа, активно продвигал садоводство в Ирландии. В 1889 году Дублинский университет присвоил Бербиджу почётную степень магистра. В 1894 году Фредерик Уильям стал хранителем городского парка в Дублине.
Скончался Фредерик Уильям Бербидж в Дублине 24 декабря 1905 года от болезни сердца.

## Некоторые публикации
- Burbidge, F.W. The Narcissus. — London, 1875. — 95 p.

## Род и некоторые виды, названные в честь Ф. Бербиджа
- Burbidgea Hook.f., 1879
- Alsophila burbidgei Baker, 1879 [≡ Cyathea burbidgei (Baker) Copel., 1909]
- Bauhinia burbidgei Stapf, 1894
- Begonia burbidgei Stapf, 1894
- Cyrtandra burbidgei C.B.Clarke, 1883
- Gamogyne burbidgei N.E.Br., 1882 [≡ Piptospatha burbidgei (N.E.Br.) M.Hotta, 1965]
- Microstylis burbidgei Rchb.f. ex Ridl., 1888 [≡ Crepidium burbidgei (Rchb.f. ex Ridl.) Szlach., 1995]